# Sofía de Pomerania
Sofía de Pomerania (Stettin, 1 de enero de 1498-Schleswig, 13 de mayo de 1568) fue reina consorte de Dinamarca y Noruega como la segunda esposa del rey Federico I. Ella es conocida por su gobierno independiente sobre sus feudos de Lolland y Falster, los castillos de Kiel y Plön, y varios pueblos de Holstein durante su mandato como reina y reina viuda.

## Biografía
Era hija del duque Bogislao X de Pomerania y de la princesa polaca Ana Jagellón, hija ésta del rey Casimiro IV de Polonia y de Isabel de Habsburgo de Hungría.
El 9 de octubre de 1518 se casó en la ciudad de Schleswig con el entonces príncipe Federico de Dinamarca, tío del rey Cristián II. El 13 de agosto de 1525 fue coronada en Copenhague, junto a su marido, como reina de Dinamarca, y un año después fue reconocida como reina de Noruega, aunque nunca fue coronada en ese reino. En su boda, recibió sendas propiedades en Lolland y Falster, así como un palacio en Kiel y otro en Plön, y otras localidades de Holstein.
Siendo también duquesa de Schleswig-Holstein desde su boda, pasó la mayor parte de su vida en los ducados, aun siendo reina. Viuda desde 1533, estableció su residencia en Gottorp, misma que tuvo que abandonar cuando su hijastro Cristián III pasó por ahí en el curso de la Guerra del Conde. No mantuvo buenas relaciones con el rey Cristián III, ni tampoco con el sucesor de éste, Federico II.
Falleció en Schleswig en 1568 y fue sepultada en la catedral de esa ciudad, donde también reposan los restos de su marido el rey.

## Descendencia
En su matrimonio con Federico I de Dinamarca tuvo seis hijos:
- Juan (1521-1580), duque de Schleswig-Holstein-Haderslev.
- Isabel (1524-1586), casada en primeras nupcias con el duque Magnus III de Mecklemburgo-Schwerin, y en un segundo matrimonio con el duque Ulrico III de Mecklemburgo-Güstrow.
- Adolfo (1526-1586), duque de Schleswig-Holstein-Gottorp y fundador de la Casa de Holstein-Gottorp.
- Ana (1527-1535).
- Dorotea (1528-1575), consorte del duque Cristóbal de Mecklemburgo.
- Federico (1532-1556), obispo de Hildesheim y Schleswig.

| Predecesor: Isabel de Austria | Reina consorte de Dinamarca y Noruega Duquesa consorte de Schleswig-Holstein 26 de marzo de 1523-10 de abril de 1533 | Sucesor: Dorotea de Sajonia-Lauenburgo |

- Datos: Q233790
- Multimedia: Sophie of Pomerania / Q233790